# العلامة السيد أبو الحسن رفيع قزويني
السيد أبو الحسن رفيع قزويني (1890–1975) كان فيلسوفًا وفقيهًا مسلمًا إيرانيًّا.
وُلد السيد أبو الحسن رفيعي القزويني عام 1890 في محافظة قزوين، في إيران. كانت عائلته من أقارب الملا خليل القزويني .[بحاجة لمصدر] وكان والده أبو الحسن بن خليل الحسيني فقيهًا أيضًا.[بحاجة لمصدر] أُطلق عليه اسم العائلة رفيعي من جده آية الله ميرزا رفيعي.
تعلم القزويني الأدب واللغة العربية عندما كان طفلًا. درس في مدرسة الصالحية القزوينية. ثم قام بالتدريس في مدرسة الصدر.[بحاجة لمصدر] كان إمامًا لمسجد السلطاني لعدة سنوات.[بحاجة لمصدر]

## المعلمون
وتلقى القزويني تعليمه على يد العديد من الأساتذة الكبار، ومنهم الحاج الملا علي طرومي. آية الله الملا علي أكبر تاكستاني، الشيخ عبدون النبي نوري، ميرزا مسيح طالقاني، آية الله سيد محمد تنكابوني، آية الله الشيخ محمد رضا نوري، ميرزا حسن كرمنشاهي، الحاج فاضل طهراني الشميراني، ميرزا محمود قمي، آقا ميرزا إبراهيم زنجاني، آغا الشيخ علي رشتي، والشيخ أبو الكريم الحائري. يزدي.[متى؟]

## الحياة المهنية
خلال مسيرته المهنية، درس القزويني العلوم الدقيقة والفلسفة. لقد سعى إلى البساطة وقام بتدريس مواضيع مثل الأسفار ببساطة. كان مهتمًا بالموضوعات الفلسفية واللاهوتية لمدة 60 عامًا. وقد أجاز آية الله العظمى السيد أبو الحسن الأصفهاني والشيخ محمد رضا مسجد شاهي الأصفهاني القزويني في الاجتهاد والروايات.

### الأعمال
كتب القزويني ما يقارب العشرين كتابًا في مواضيع مختلفة. ومنها: شرح دعاء السَّحَر، ورسالة المعراج ، ورسالة الرجعة، ومقالة أسفار الأربعة، ومقالة الحركة الموضوعية، والرسالة الواحدية، ومقالة الرابطة.

## الوفاة
تُوفي القزويني في عام 1975 عن عمر يناهز 85 عامًا. وقد دُفن في حرم فاطمة المعصومة في قم.

## روابط خارجية
- القزويني في موسوعة الإسلام
- نعي القزويني في مجلة بخارى